# Jiangsu Hengrui Medicine
Jiangsu Hengrui («Цзянсу Хэнжуй») — китайская фармацевтическая компания. Штаб-квартира находится в городе Ляньюньган (провинция Цзянсу). В списке крупнейших публичных компаний мира Forbes Global 2000 за 2021 год заняла 1020-е место (773-е по чистой прибыли, 249-е по рыночной капитализации).

## История
Фармацевтическая фабрика города Ляньюньган начала работу в 1970 году, в 1977 году на её основе была создана компания Jiangsu Hengrui Medicine. В 2000 году акции компании были размещены на Шанхайской фондовой бирже. В 2020 году были созданы научно-исследовательские лаборатории в штате Нью-Джерси (США) и городе Базель (Швейцария).
С 1990 года компанию возглавляет Сунь Пяоян, входящий в число самых богатых китайских миллиардеров; его жена возглавляет другую китайскую фармацевтическую компанию, Hansoh Pharmaceutical.

## Деятельность
Компании принадлежит 16 научно-исследовательских центров как в КНР, так и в других странах. Производственные мощности состоят из 8 фабрик. Продукция включает широкий спектр лекарственных препаратов и медицинского оборудования, значительная часть идёт на экспорт.